# Parafia Niepokalanego Serca Najświętszej Maryi Panny w Domecku
Parafia Niepokalanego Serca Najświętszej Maryi Panny – rzymskokatolicka parafia położona przy ulicy Cmentarnej 12 w Domecku. Parafia należy do dekanatu Prószków w diecezji opolskiej.

## Historia parafii
W 1961 roku zostaje wybudowany w Domecku kościół. 7 października 1980 roku, dekretem biskupa Franciszka Jopa, zostaje erygowana nowa parafia w Domecku. Pierwszym proboszczem zostaje dotychczasowy wikariusz parafii Matki Boskiej Szkaplerznej w Chrząszczycach, ksiądz Wilhelm Skorupa.
Obecnie proboszczem parafii jest ks. Adam Kondys.

## Zasięg parafii
Parafie zamieszkuje 995 mieszkańców, swym zasięgiem duszpasterskim obejmuje ona miejscowości:
- Domecko,
- Domecko-Pucnik,
- Nowa Kuźnia.

### Inne kościoły, kaplice i domy zakonne
- Kaplica w klasztorze Sióstr św. Jadwigi w Domecku,
- Klasztor Zgromadzenia Sióstr św. Jadwigi w Domecku.

## Duszpasterze

### Proboszczowie parafii
- ks. Wilhelm Skorupa (1980–2005)
- ks. Marcin Tomczyk (2005–2019)
- ks. Adam Kondys (2019–nadal)